# Estación de Sargans
La estación de Sargans (del alemán: Bahnhof Sargans) es una estación ferroviaria situada en la comuna suiza de Sargans, en el Cantón de San Galo. La estación da servicio al Aeropuerto Internacional de Zúrich.

## Historia y situación

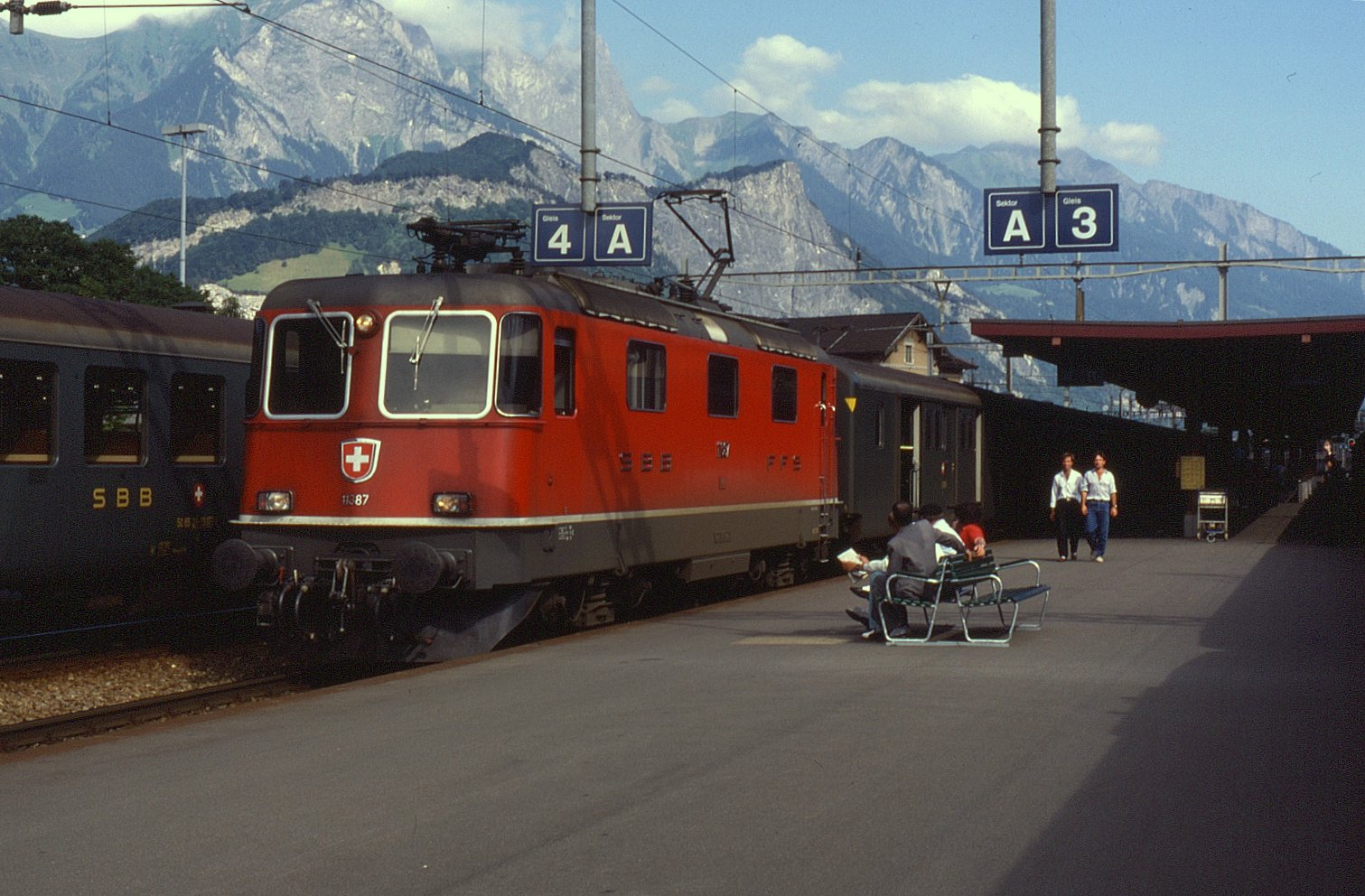
Estación de Sargans 1988

La estación de Sargans fue inaugurada en 1858 con la llegada a la localidad del ferrocarril entre Chur y Rheineck, en su primer tramo hasta Sargans. Posteriormente, se prolongarían las líneas hacia St. Margrethen y Ziegelbrücke, donde se enlaza con otras líneas ferroviarias suizas. Entre los años 1927 y 1928, se procedieron a electrificar las líneas a St. Margrethen y Chur, realizando al poco tiempo esta misma tarea en la línea de Ziegelbrücke. En 1983 se abrió al tráfico una variante que se origina en el sur de la estación de Sargans y que gira hacia la izquierda para acceder por la margen izquierda del Rin hasta Trübbach, donde se incorpora de nuevo a la línea Chur - St. Margrethen. Esta obra fue acometida para evitar la inversión que debían de realizar hasta ese momento en Sargans los trenes Zúrich - Viena.
La estación se sitúa al sureste del núcleo urbano de Sargans. La estación consta de un total de 5 andenes, varios de ellos con marquesina, a los que acceden 6 vías. Además, existen más vías de servicio para el paso de trenes sin parada, y una playa de vías para el estacionamiento de material. La estación cuenta con servicios como venta de billetes, agencia de viajes de los SBB-CFF-FFS y un aparcamiento de 240 plazas, entre otras prestaciones.

## Servicios ferroviarios
La operadora de referencia es SBB-CFF-FFS, aunque también presta servicios internacionales la operadora austriaca ÖBB.

### Servicios de larga distancia
- EN Zúrich - Sargans - Buchs - Feldkirch - Bludenz - St. Anton am Arlberg - Landeck-Zams - Innsbruck - Jenbach - Wörgl - Schwarzach-St.Veit - Bischofshofen - Schladming - Stainach-Irdning - SelzthaL - St.Michael in Oberstmk - Leoben - Bruck/Mur - Graz.
- EN Zúrich - Sargans - Buchs - Feldkirch - Bludenz - Innsbruck - Salzburgo - Wels - Linz - St. Pölten - Viena - Hegyeshalom - Mosonmagyaróvár - Györ - Tatabánya - Kelenföld - Budapest-Keleti.
- RJ Zúrich - Innsbruck - Salzburgo - Viena. Trenes Railjet cada dos horas. Operado por ÖBB.
- IC Basilea-SBB - Zúrich - Sargans - Landquart - Chur.
- IR Basilea-SBB - Zúrich - Thawil - Pfäffikon - Sargans - Chur.
- IR Schaffhausen - Zúrich - Thawil - Pfäffikon - Sargans - Chur.

### Servicios regionales
- RE San Galo - Sankt Margrethen - Buchs SG - Sargans - Landquart - Chur.
- R Buchs SG - Sargans
- R Ziegelbrücke - Sargans - Landquart - Chur.

Además, la estación recibe algunos servicios esporádicos de la línea S de la red de cercanías S-Bahn San Galo